# 三斑虎灰蝶
豆粒銀線灰蝶（学名：Spindasis syama），又名斑馬蝶、三星雙尾燕蝶、三星雙尾小灰，为灰蝶科銀線灰蝶屬下的一个种。

## 描述
本種為中型灰蝶，具雌雄二型性。體色黑褐，軀幹帶淺黃色細環。前翅翅頂尖銳，外緣與前緣呈弧形；後翅具兩條等長尾突，CuA2與1A+2A脈末端有葉狀突。
翅背面底色黑褐，雄蝶具靛藍斑紋，雌蝶無；後翅臀區有橙斑，尾突為黑色並鑲銀紋。翅腹面底色淺黃，前後翅皆有夾銀色紋的黑褐或紅褐色條紋。前翅翅基紋短而棒狀，後翅亞基部具三小斑，臀區有橙色斑，尾突黑色帶銀紋。緣毛為褐色。

## 分佈
分布於臺灣本島低至中海拔地區，北部較少見，亦分布於東洋區大部分地區。

## 棲地
棲息於常綠闊葉林，一年多代，成蝶飛行活潑快速，喜訪花。幼蟲為雜食性，與地棲性舉尾蟻有專性共生關係。